# Ла-Ферьер (Вандея)
Ла-Ферьер (фр. La Ferrière) — коммуна на западе Франции, регион Пеи-де-ла-Луар, департамент Вандея, округ Ла-Рош-сюр-Йон, кантон Шантонне. Расположена в 8 км к северо-востоку от Ла-Рош-сюр-Йона, в 8 км от автомагистрали А87. 
Население (2019) — 5 315 человек.

## История
Свое название коммуна получила от латинского слова ferrum, что означает «железо». Местные железные рудники были известны с галло-римского периода, тогда поселение называлось Ferraria. Под своим нынешним названием оно впервые появляется в текстах около 1300 года и связано с упоминаем церкви Ла-Ферьер. Эта церковь, относящаяся к аббатству Молеон, была разрушена в XIX веке, и на ее месте построена нынешняя церковь Святой Радегунды.
В начале XXI века население коммуны заметно выросло, что связано с ее расположением поблизости от столицы департамента и главных промышленных центров на северо-востоке Вандеи.

## Достопримечательности
- Готическая церковь Святой Радегунды XIX века

## Экономика
Структура занятости населения:
- сельское хозяйство — 7,0 %
- промышленность — 14,7 %
- строительство — 10,4 %
- торговля, транспорт и сфера услуг — 50,0 %
- государственные и муниципальные службы — 17,9 %

Уровень безработицы (2018) — 7,3 % (Франция в целом —  13,4 %, департамент Вандея — 10,5 %). 

Среднегодовой доход на 1 человека, евро (2019) — 22 150 (Франция в целом — 21 730, департамент Вандея — 21 550).

## Демография
Динамика численности населения, чел.

## Администрация
Пост мэра Ла-Ферьера с 2020 года занимает Давид Бели (David Bély). На муниципальных выборах 2020 года возглавляемый им правый список победил в 1-м туре, получив 53,44 % голосов.
| Период | Период | Фамилия        | Партия        | Примечания                                                                       |
| ------ | ------ | -------------- | ------------- | -------------------------------------------------------------------------------- |
| 1970   | 1994   | Марсель Ривьер |               | руководитель предприятия                                                         |
| 1994   | 2015   | Ив Овине       | Разные правые | книготорговец, член Генерального совета и Совета департамента                    |
| 2015   | 2020   | Жан-Мари Шамар | Разные правые | работник банка                                                                   |
| 2020   |        | Давид Бели     | Разные правые | медицинский работник, руководитель учебного центра неотложной медицинской помощи |